# Kopřivovité
Kopřivovité (Urticaceae) je čeleď vyšších dvouděložných rostlin z řádu růžotvaré (Rosales). Jsou to byliny i dřeviny s jednoduchými vstřícnými nebo střídavými listy. U některých rodů jsou přítomny žahavé chlupy. Květy jsou drobné a nenápadné, s nerozlišeným, často zelenavým okvětím nebo bezobalné. Plodem je nažka. Vyskytují se po celém světě v počtu přes 2600 druhů, největší druhová pestrost je v tropech. Do kopřivovitých byla vřazena bývalá čeleď Cecropiaceae. V Evropě se vyskytují celkem 4 rody, na území Česka jsou původní 3 druhy kopřivy (Urtica) a zdomácnělý drnavec lékařský (Parietaria officinalis).

## Popis
Zástupci kopřivovitých jsou vytrvalé, méně často jednoleté byliny nebo keře a stromy, výjimečně i hemiepifyty (Coussapoa) s měkkým dřevem. Rostliny jsou jednodomé nebo dvoudomé. V mléčnicích je vodnatá, čirá, u některých zástupců černající, nebo vzácněji mléčná šťáva. Na epidermis jsou často cystolity, u některých rodů i žahavé chlupy (prokázány celkem u 9 rodů, např. kopřiva (Urtica), Urera, Laportea, Discocnide) nebo trny. Listy jsou jednoduché (u některých ojedinělých druhů, např. Cecropia sciadophylla, vyhlížejí jako dlanitě složené), vstřícné nebo střídavé, s drobnými nebo velkými palisty (palisty chybí u rodu Parietaria). Čepel listů je celistvá až hluboce dlanitě členěná. Žilnatina je zpeřená nebo dlanitá, často triplinervní, postranní žilky často dosahují okraje až nad polovinou čepele. U rodu Cecropia jsou listy charakteristicky štítovité. Květy jsou drobné a nenápadné, pravidelné nebo souměrné (samičí květy rodu Pilea), jednopohlavné, obvykle v úžlabních květenstvích. Okvětí je nerozlišené, ze 2 až 5 lístků, samčí květy některých rodů jsou bezobalné. V samčích květech je 2 až 5 (vzácně 1) tyčinek a často jsou přítomna pistillodia (zakrnělé pozůstatky semeníku). Prašníky za zralosti vymršťují pyl do prostoru. Semeník samičích květů je svrchní, synkarpní, srostlý ze 2 plodolistů a s jedinou komůrkou a jednou čnělkou a jedním vajíčkem. Plodem je nažka, někdy částečně obalená zdužnatělým okvětím (dříve občas označovaná jako peckovice).

## Rozšíření
Čeleď zahrnuje přes 2600 druhů v 57 rodech. Je rozšířena kosmopolitně s centrem druhové diversity v tropickém pásu, především v Asii. V tropické Africe jsou zastoupeny poměrně málo. Bývalá čeleď Cecropiaceae má centrum v tropické Americe. Největší rody jsou pilea (Pilea, 500–600 druhů), Elatostema (300 druhů), kopřiva (Urtica, 80 druhů), cekropie (Cecropia, 75 druhů) a Coussapoa (50 druhů).

## Ekologické interakce
Kopřivovité jsou opylovány větrem, přičemž pyl je z prašníků vystřelován do prostoru.
Nažky některých druhů, obalené dužnatým okvětím, jsou pravděpodobně šířeny trusem ptáků a savců. Semena některých druhů cekropií (Cecropia) jsou šířena vodou. U ostatních není způsob šíření semen zřejmý.
V dutých kmenech cekropií žijí žahaví mravenci rodu Azteca a dalších rodů, kteří se živí tzv. Mullerovými tělísky tvořícími se na horní straně báze řapíků, bohatými na proteiny a glykogen. Mravenci rostlinu chrání před býložravci a odstraňují výhonky popínavých rostlin.

## Taxonomie
Kopřivovité byly ve většině systémů řazeny do řádu kopřivotvaré (Urticales).
Čeleď Cecropiaceae, ustanovená v r. 1978 a vykazující přechodové znaky mezi čeleděmi morušovníkovité (Moraceae) a kopřivovité (Urticaceae), zahrnovala rody předtím řazené do čeledi morušovníkovité a jeden rod z čeledi kopřivovité. Molekulární výzkumy prokázaly, že Cecropiaceae tvoří vývojovou větev uvnitř čeledi kopřivovité. Proto byly v systému APG II obě čeledi sloučeny.

## Evropská květena
Evropská květena zahrnuje 4 rody čeledi kopřivovitých: kopřiva (Urtica, 10 druhů, některé endemické, např. Urtica rupestris na Sicílii), drnavec (Parietaria, 6 druhů především v jižní Evropě), Forsskaolea tenacissima (jv. Španělsko) a Soleirolia soleirolii (západní Středomoří).
V jižní Evropě je občas pěstována a lokálně zplaňuje Boehmeria nivea, pocházející z Asie. Na Balkáně roste zplanělá jihoamerická Pilea microphylla.
Na území České republiky jsou domácí 3 druhy rodu kopřiva: kopřiva dvoudomá (Urtica dioica), kopřiva žahavka (U. urens) a kopřiva lužní (Urtica kioviensis). Široce zdomácnělý je drnavec lékařský (Parietaria officinalis), pocházející ze Středomoří. Ojediněle zplaňují nebo jsou ze Středomoří zavlékány kopřiva kulkonosná (Urtica pilulifera), kopřiva Urtica dodartii a drnavec palestinský(Parietaria judaica).

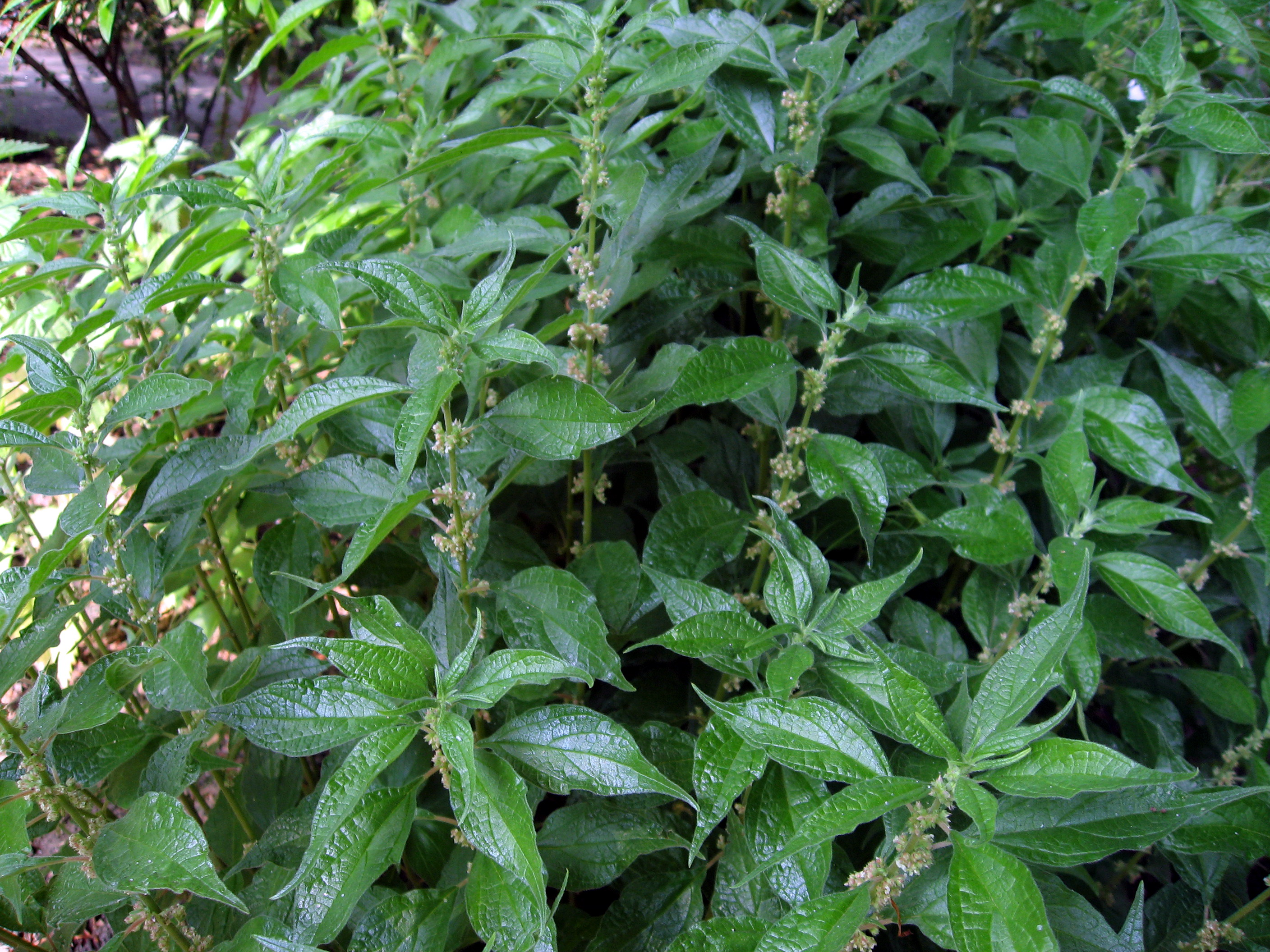
Drnavec lékařský (Parietaria officinalis)
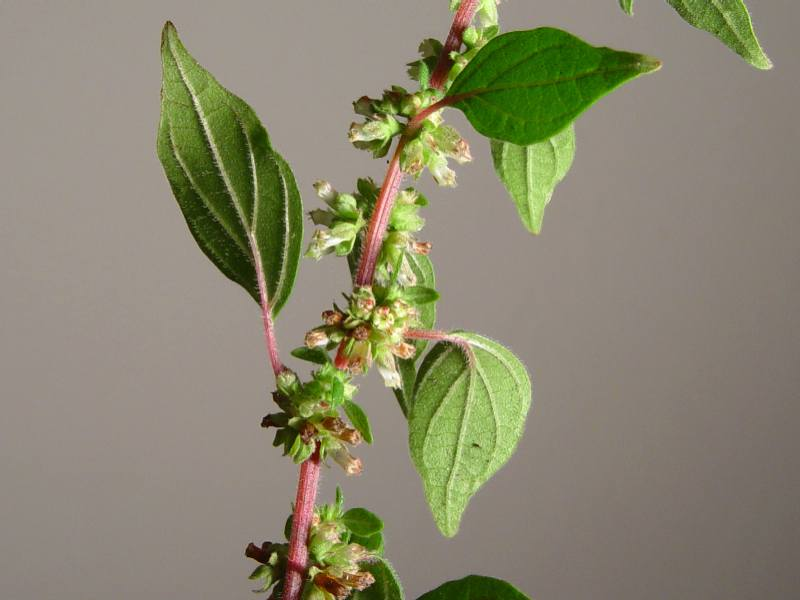
Drnavec palestinský (Parietaria judaica)
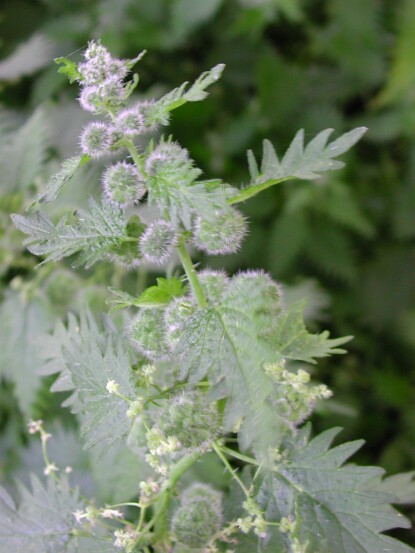
Kopřiva kulkonosná (Urtica pilulifera)
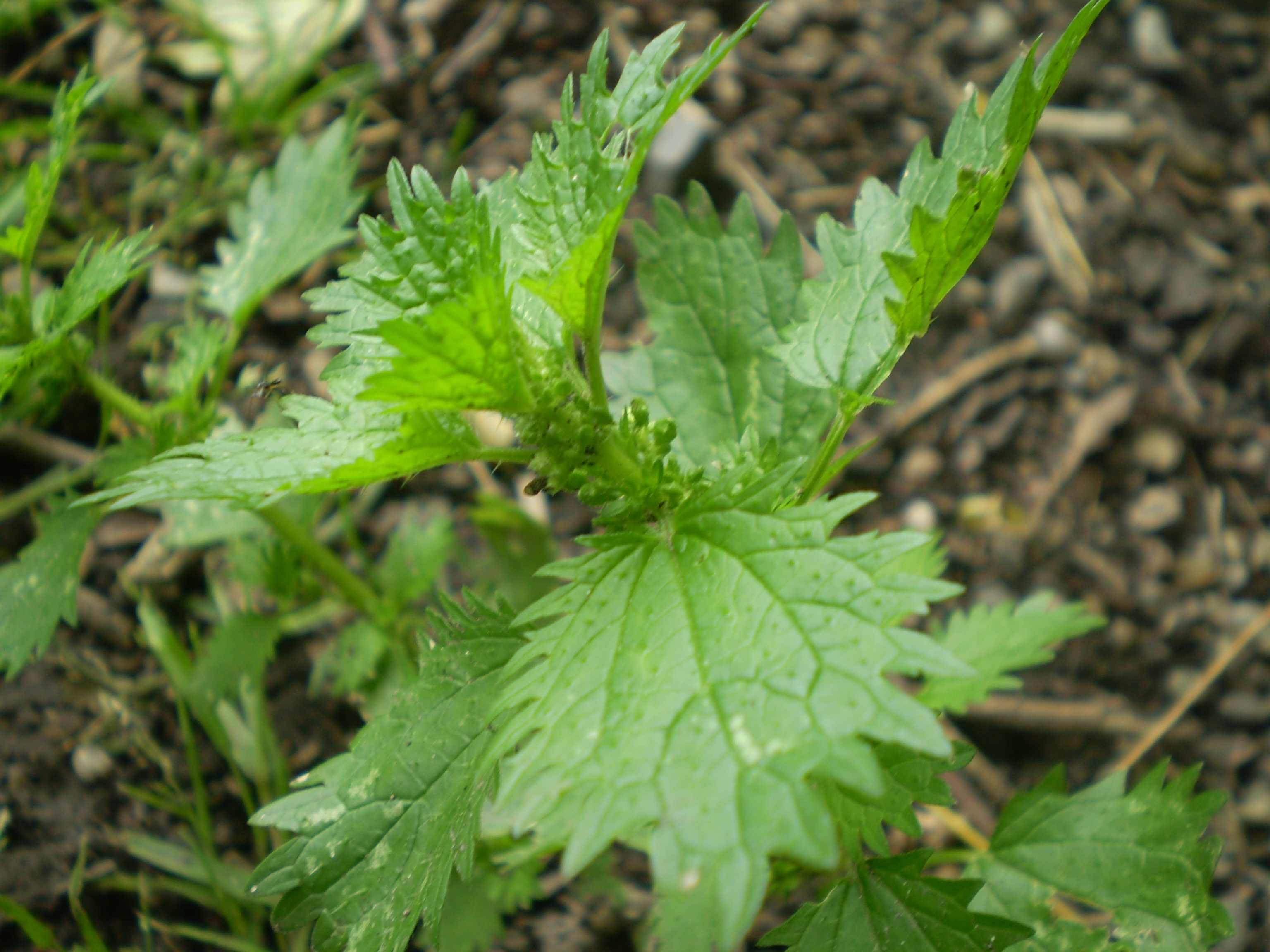
Kopřiva žahavka (Urtica urens)
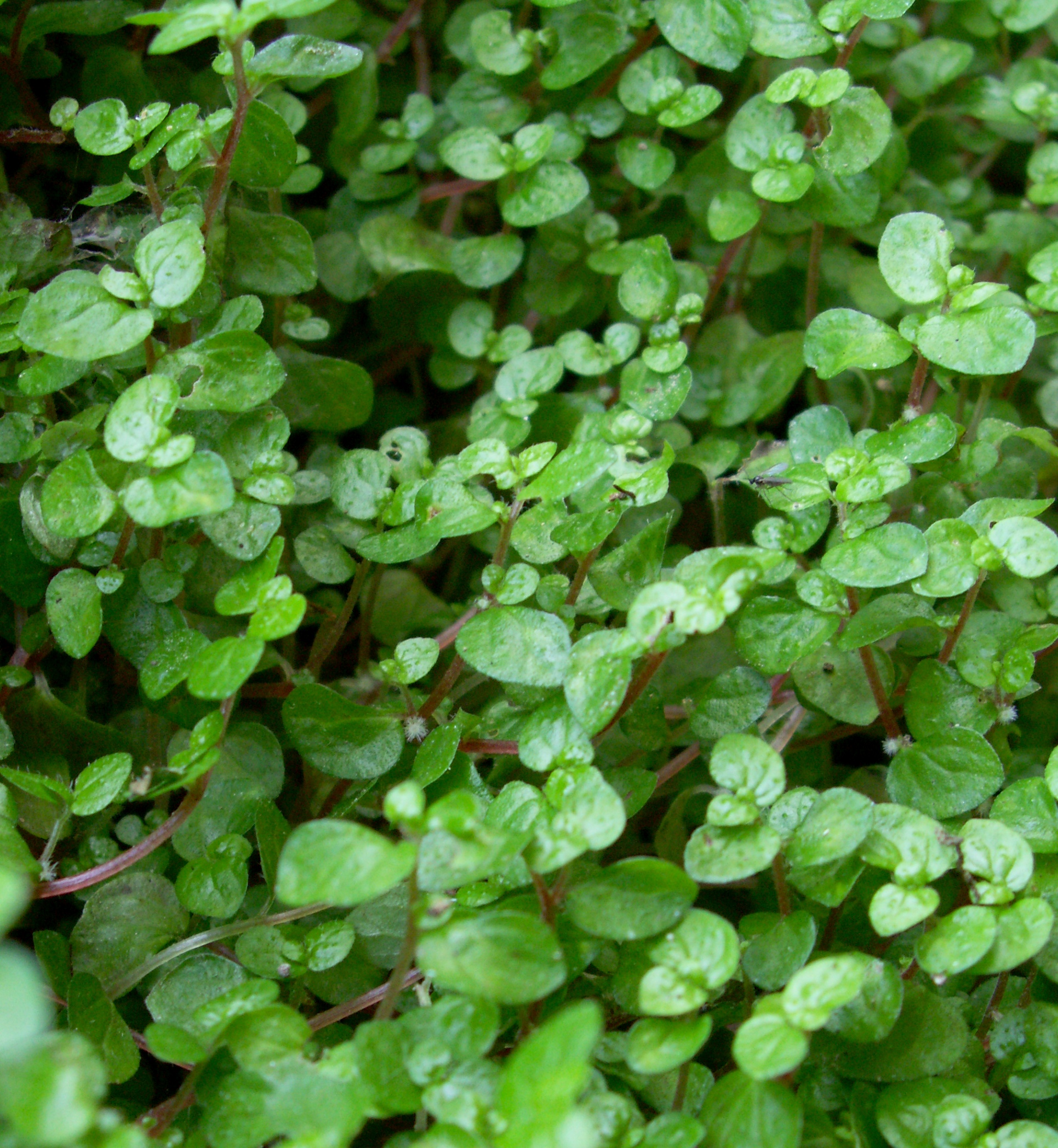
Helxíne Soleirolia soleirolii
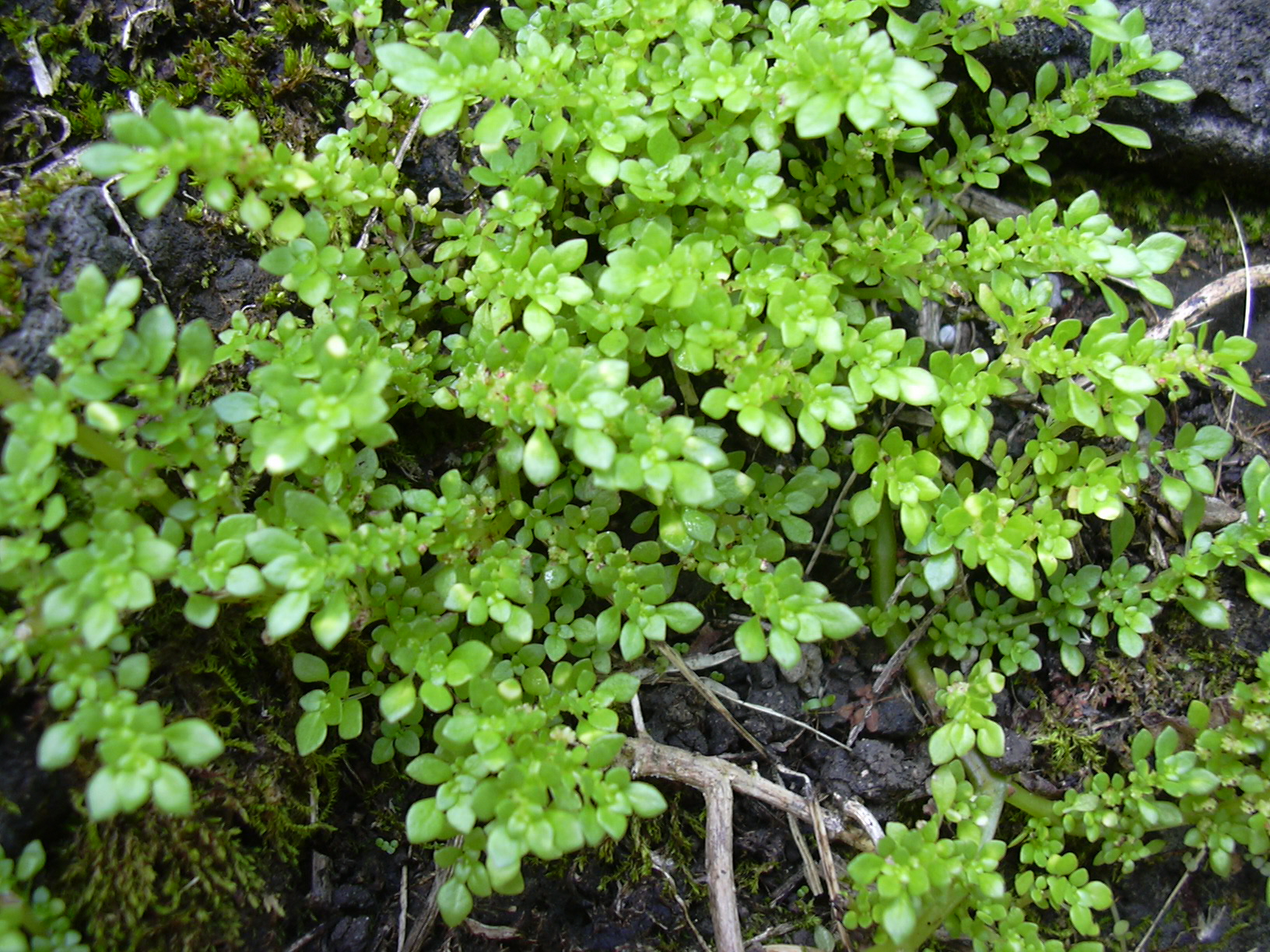
Pilea microphylla
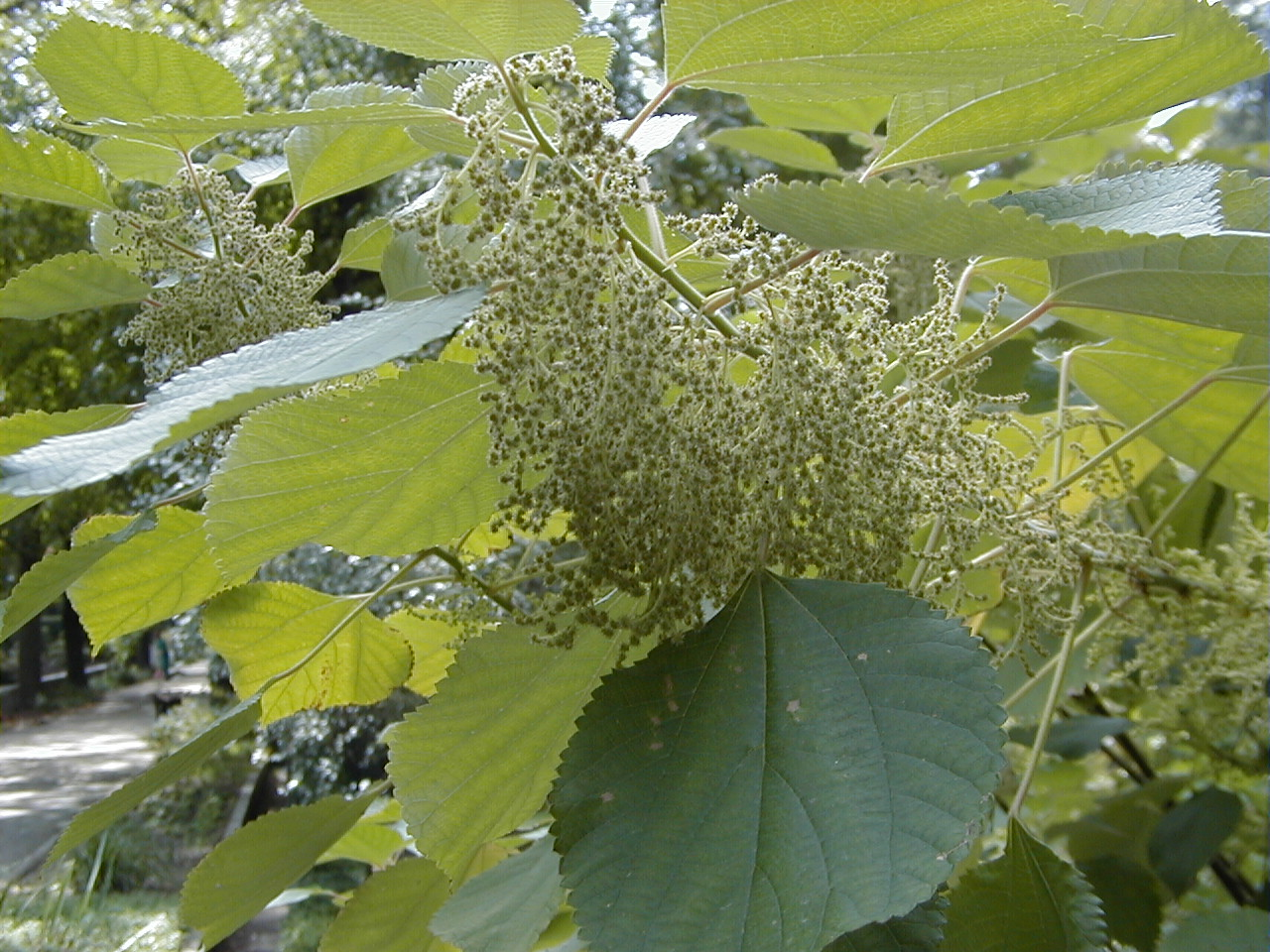
Boehmeria nivea
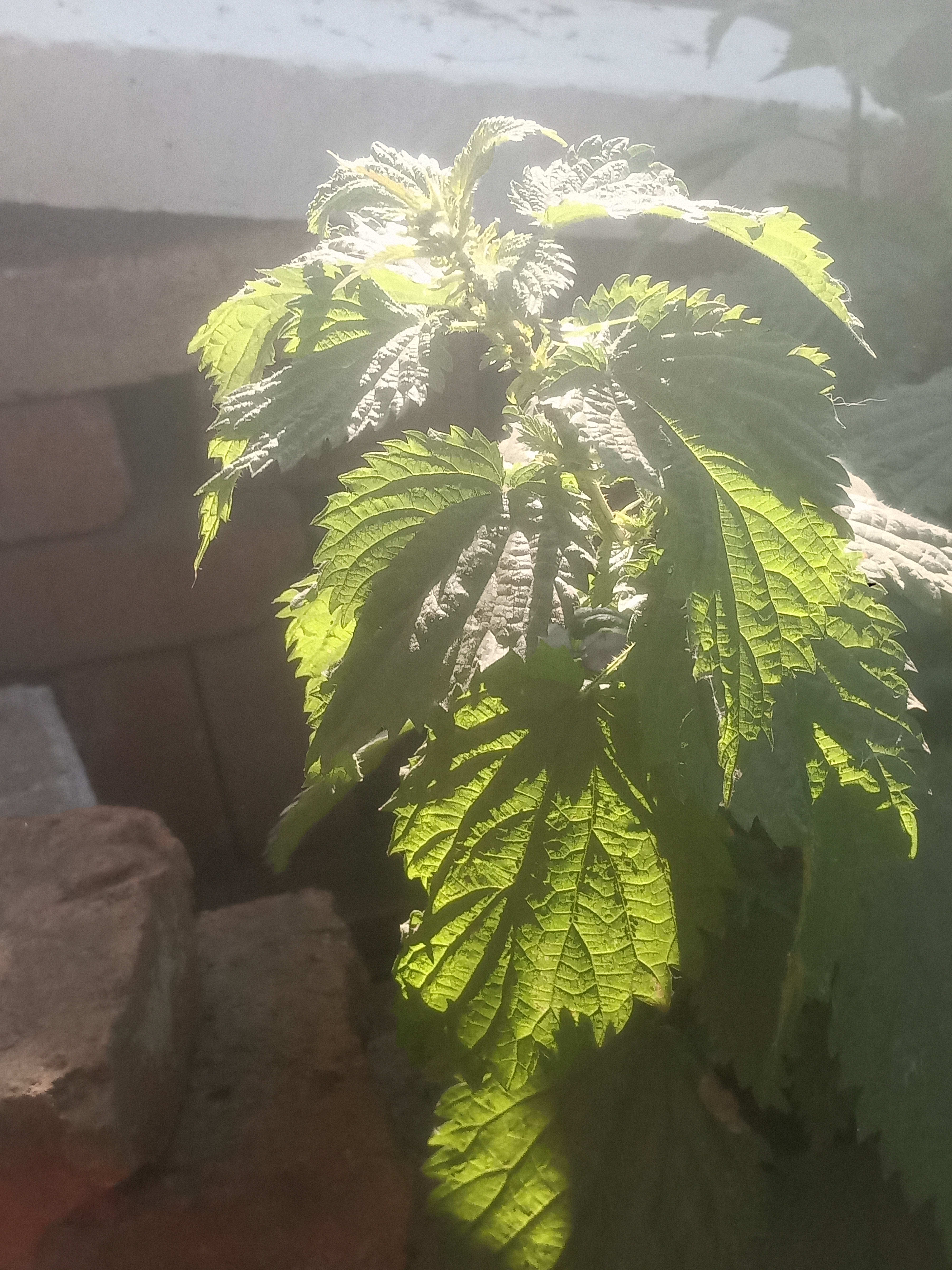
Kopřiva dvoudomá (Urtica dioica)

## Zástupci
- kopřivák (Dendrocnide)
- drnavák (Gesnouinia)
- drnavec (Parietaria)
- girardinie (Girardinia)
- helxíne (Soleirolia)
- cekropie (Cecropia)
- kopřiva (Urtica)
- laportea (Laportea)
- maucie (Maoutia)
- pelionie (Pellionia)
- pilea (Pilea)
- pipturus (Pipturus)
- ramie (Boehmeria)[7]

## Význam

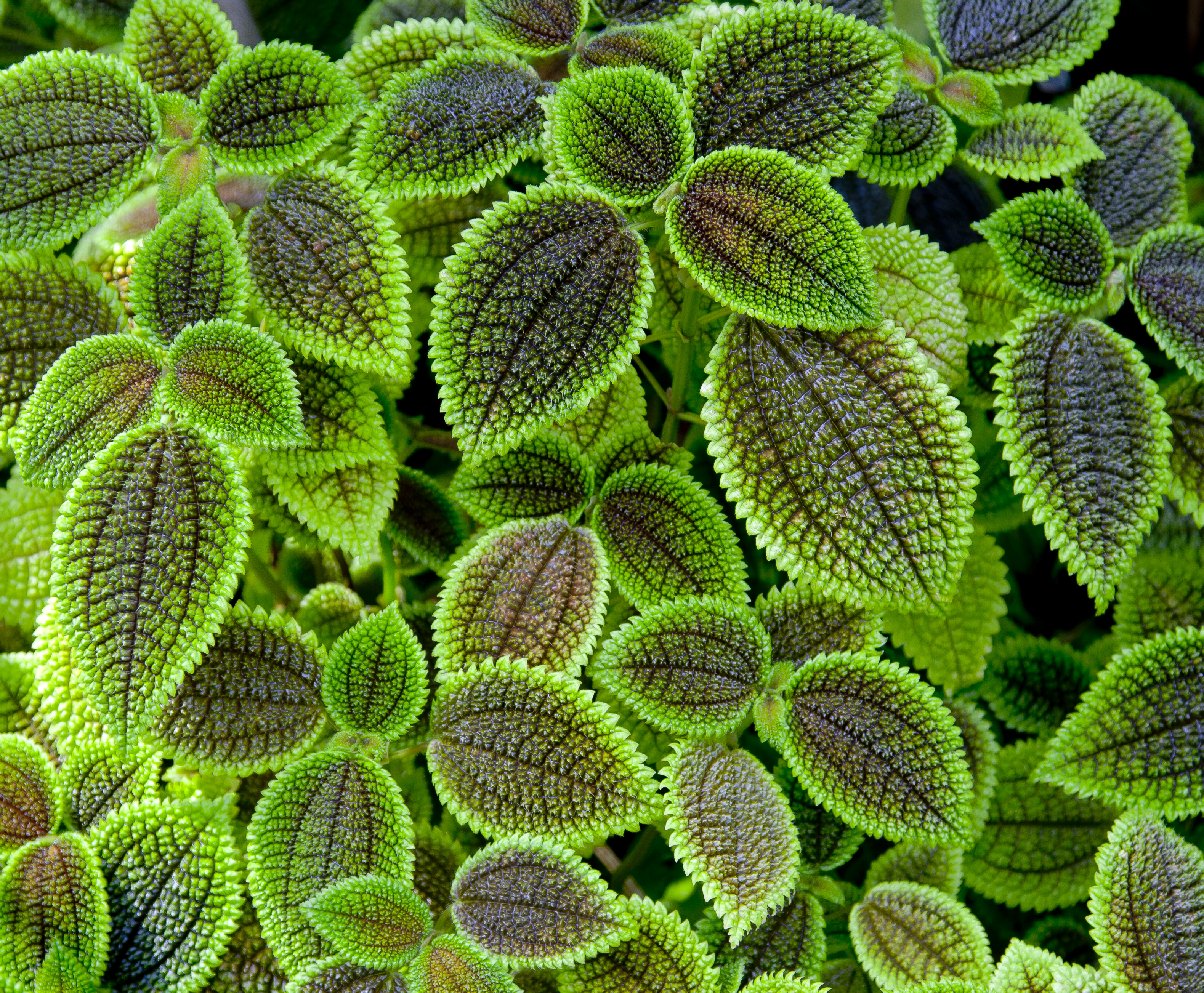
Pilea involucrata v botanické zahradě v Mnichově, původem z Jižní a Střední Ameriky

Klasy cekropie (Cecropia) a plody rodu Pourouma jsou jedlé, druh Pourouma cecropiifolia je pro plody i pěstován. Listy Laportea aestuans a různých druhů rodu Urera jsou v Africe vařeny jako zelenina. Příjemně vonící listy Pilea melastomoides, pocházející z tropické Ameriky a zdomácnělé v Asii, jsou používány jako příloha k pokrmům.
Ramie bílá (Boehmeria nivea) a ramie zelená (B. utilis) poskytují textilní vlákno odolné proti vlhku, sloužící k výrobě různých tkanin. Vlákna z kůry Poulzotia, Myriocarpa, Urera a kopřiva (Urtica) jsou v Mexiku občas využívána k výrobě ručního papíru. Na Tahiti jsou z lýka místního druhu Pipturus argenteus zhotovovány provazy a další předměty. Také různé druhy kopřiv poskytují vlákno, např. Urtica gigas v Austrálii, Urtica heterophylla v Indii a středomořská kopřiva kulkonosná (Urtica pilulifera), pěstovaná pro vlákno především v Číně.
Cekropie jsou v tropické Americe důležitými pionýrskými dřevinami. Některé druhy se staly v jiných oblastech invazivními rostlinami, např. Cecropia peltata v západní Africe, C. obtusifolia na Havaji a C. schreberiana na Madagaskaru.
Africký strom Musanga cecropioides je zdrojem snadno opracovatelného dřeva obchodovaného pod názvem parasolier.
Kopřiva dvoudomá (Urtica dioica) obsahuje velké množství vitamínu C. Je využívána jako diuretikum při zánětech močových cest, vysokém krevním tlaku a při zbytnění prostaty. Též slouží jako léčivo při artritidě a senné rýmě. Žahavé chlupy kopřivy obsahují histamin, acetylcholin a kyselinu mravenčí. Z dalších látek rostlina obsahuje flavonoidy a v oddencích fytosteroly.
Některé druhy rodu Pilea jsou pěstovány jako pokojové rostliny.

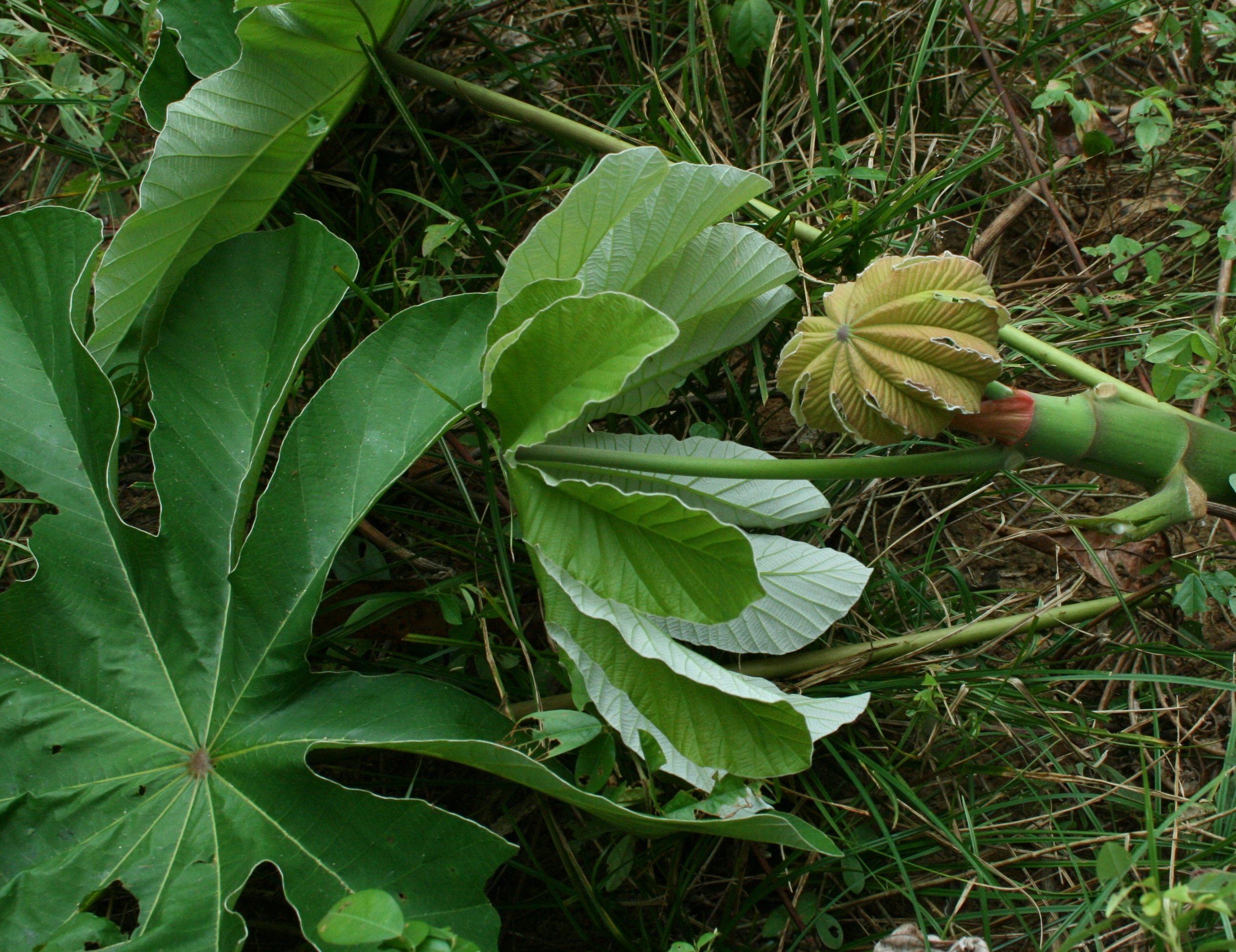
Cekropie Cecropia peltata
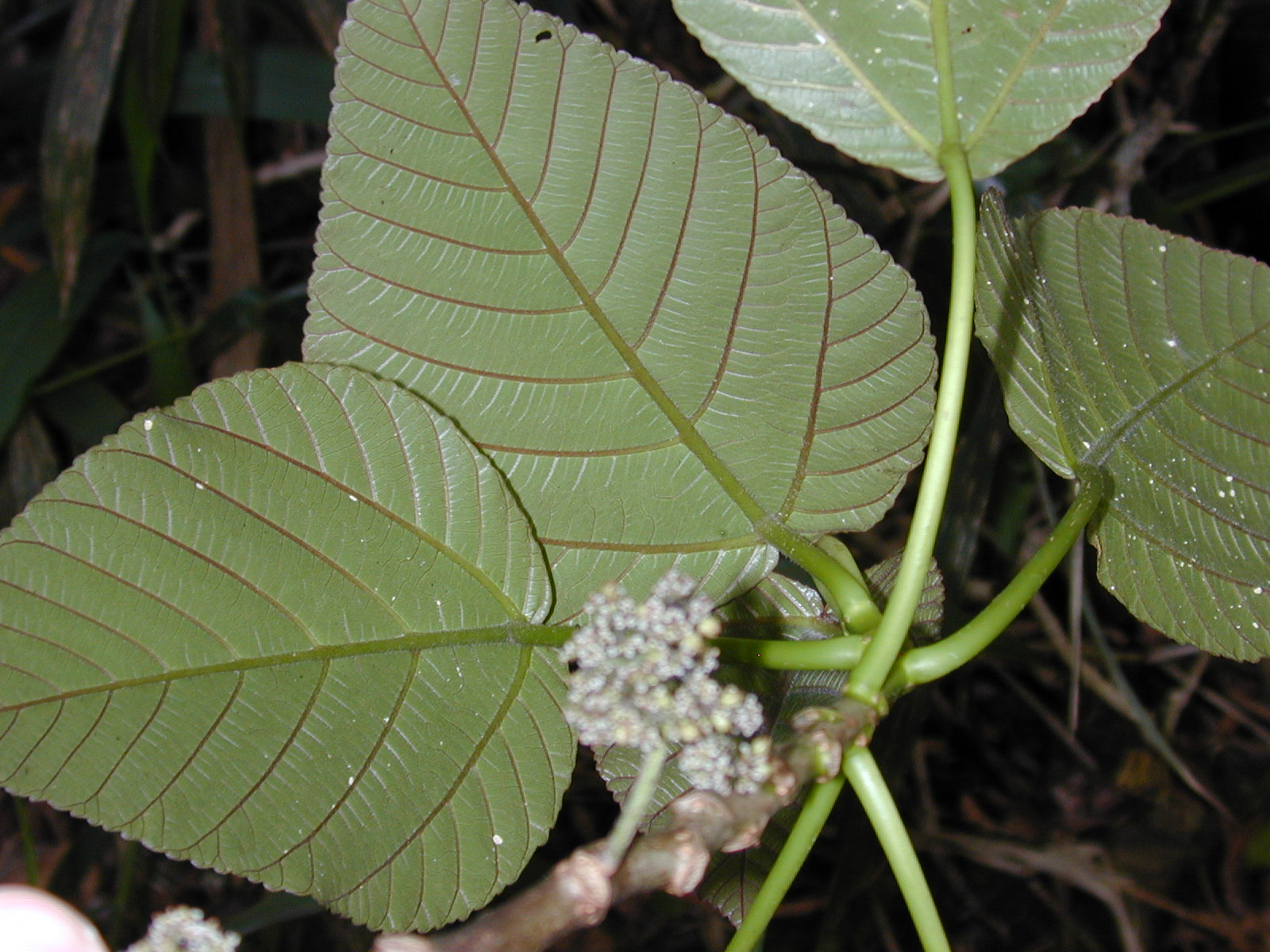
Urera glabra
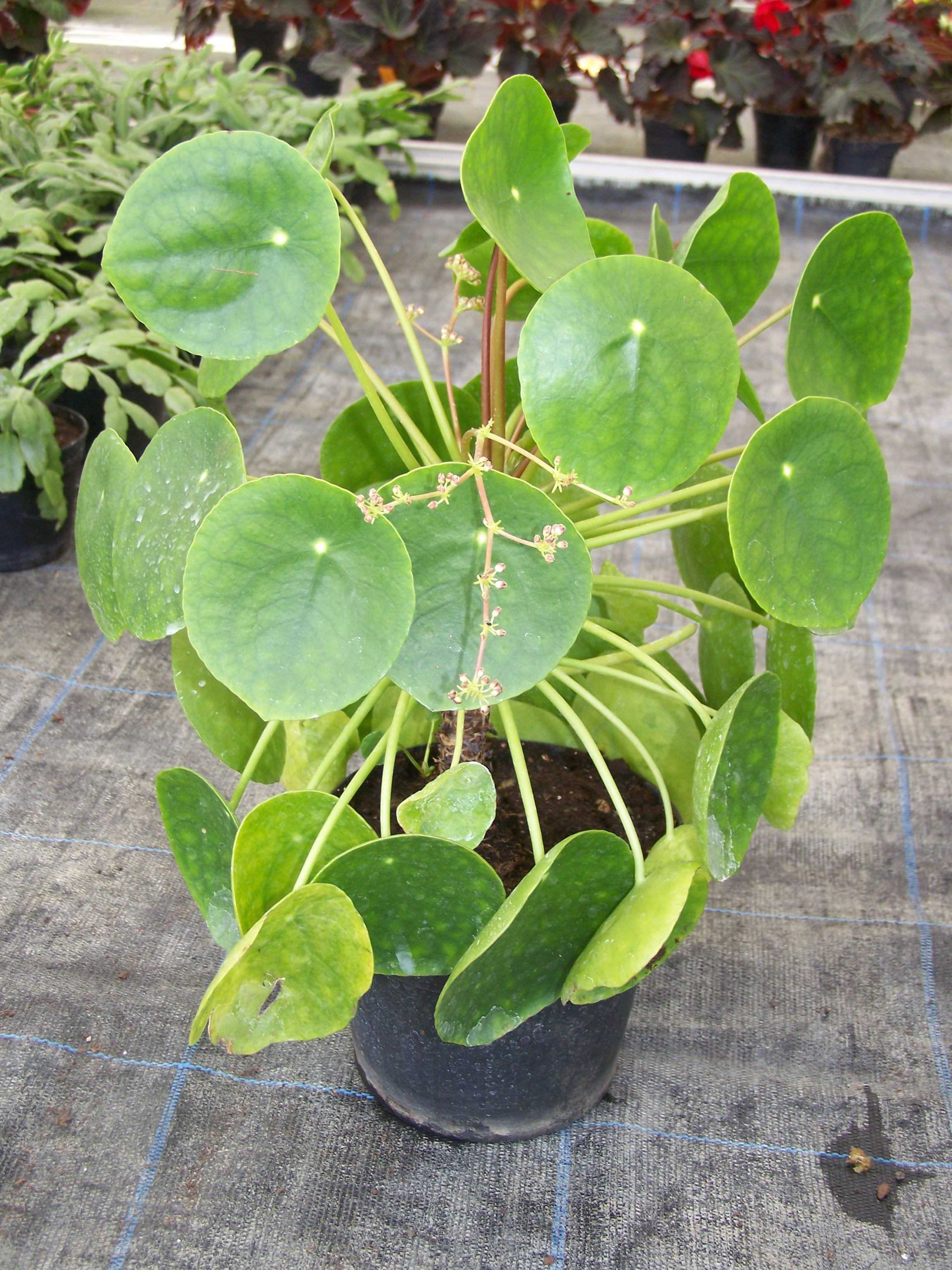
Pilea peperomioides
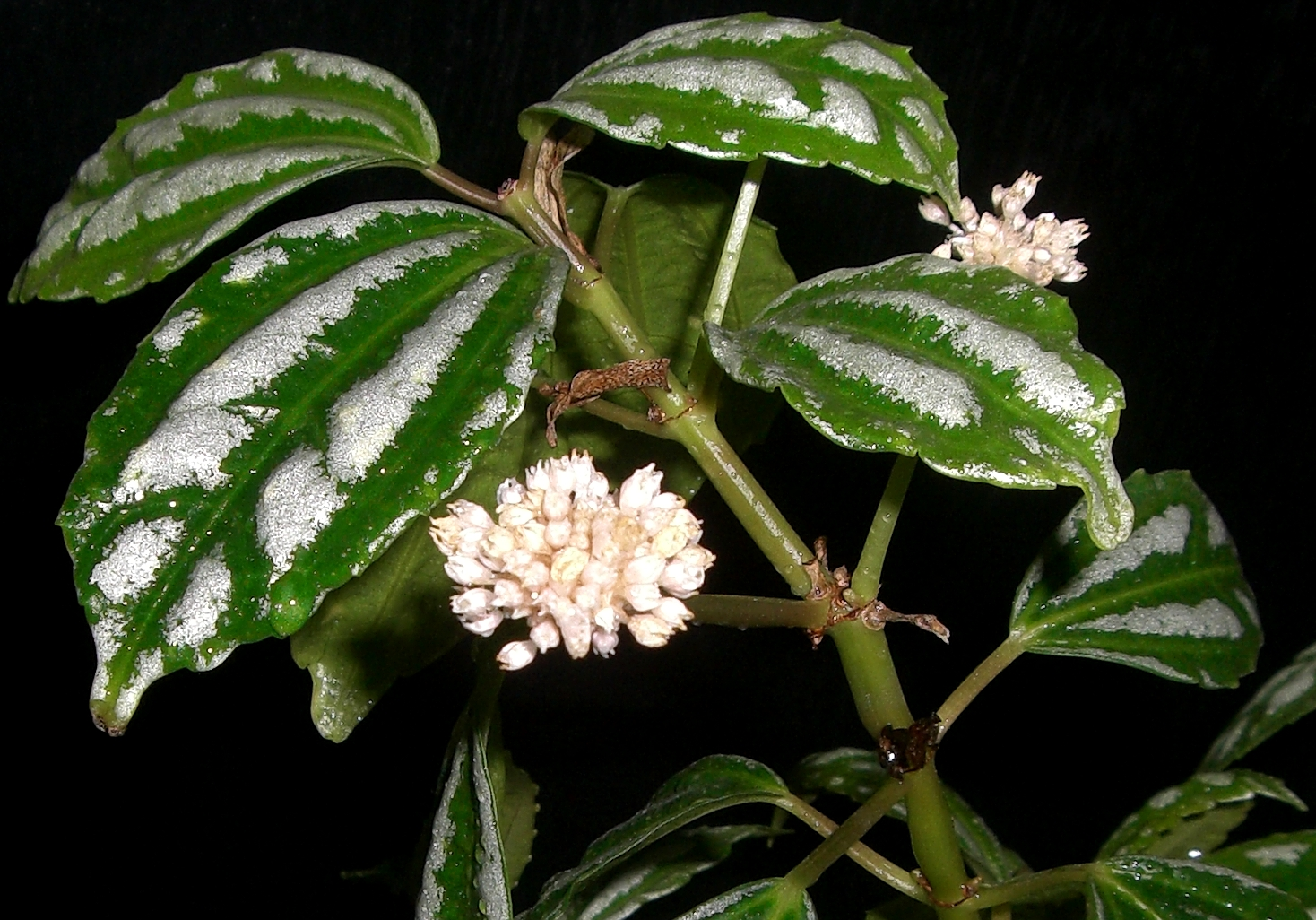
Pilea cadierei

## Seznam rodů
Archiboehmeria,
Astrothalamus,
Australina,
Boehmeria,
Cecropia,
Chamabainia,
Coussapoa,
Cypholophus,
Debregeasia,
Dendrocnide,
Didymodoxa,
Discocnide,
Droguetia,
Elatostema,
Forsskaolea,
Gesnouinia,
Gibbsia,
Girardinia,
Gonostegia,
Gyrotaenia,
Haroldiella,
Hemistylus,
Hesperocnide,
Hulletia,
Laportea,
Lecanthus,
Leucosyke,
Maoutia,
Metapilea,
Metatrophis,
Musanga,
Myrianthus,
Myriocarpa,
Nanocnide,
Neodistemon,
Neraudia,
Nothocnide,
Obetia,
Oreocnide,
Parietaria,
Parsana,
Pellionia,
Petelotiella,
Phenax,
Pilea,
Pipturus,
Poikilospermum,
Pourouma,
Pouzolzia,
Procris,
Rousselia,
Sarcochlamys,
Soleirolia,
Touchardia,
Urera,
Urtica,
Zhengyia